# Kurzschnabelgans

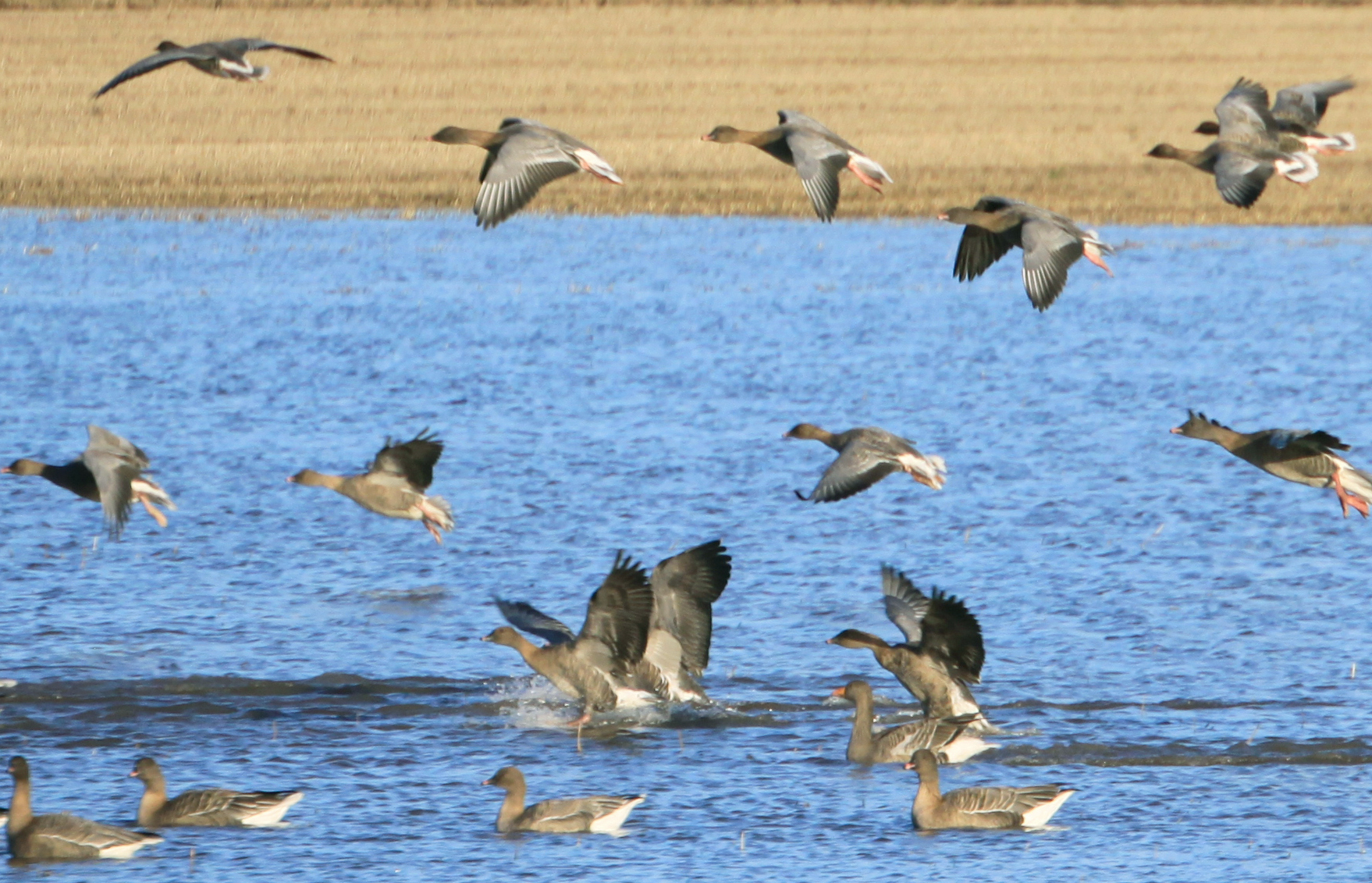
Auffliegende Kurzschnabelgänse

Die Kurzschnabelgans (Anser brachyrhynchus), auch Kleine Rietgans genannt, gehört innerhalb der Echten Gänse zur Gattung der Feldgänse (Anser). Sie ist ein Brutvogel der Arktis. Die Art wurde erstmals 1833 von François Baillon in den in Abbeville 1834 publizierten Mémoires de la Société royale d’émulation d’Abbeville beschrieben.
Diese Brutvögel Spitzbergens überwintern in Mitteleuropa. Sie können in den Niederlanden sowie Belgien und in harten Wintern auch an der Küste Nordfrankreichs beobachtet werden. Im mitteleuropäischen Binnenland sind sie seltene Irrgäste. So wurden beispielsweise in Bayern in den Jahren zwischen 1900 und 1980 in achtundzwanzig Jahren bis zu 21 Individuen dieser Art beobachtet.

## Erscheinungsbild
Die Kurzschnabelgans sieht der Waldsaatgans (Anser fabalis) sehr ähnlich, von der sie sich äußerlich vor allem durch die rosa- und nicht orangefarbenen Füße, das auf dem Rücken aufgehellte graue, sonst graubraun gestreifte Gefieder, den dunkleren Kopf und den leicht kürzeren und mit einem rosafarbenen Band versehenen Schnabel unterscheidet. Mit einem Gewicht von etwa 2,5 bis 3,5 Kilogramm, ihrer Körperlänge von durchschnittlich 66 Zentimetern und einer Flügelspannweite von ca. 130 bis 170 Zentimetern ist sie auch etwas kleiner als diese.
Wildvögel dieser Art durchlaufen um Mitte Juli die Schwingenmauser. Dies fällt in eine Zeit, in der die Gössel etwa seit zwei bis drei Wochen aus den Eiern geschlüpft sind. Die Altvögel sind dann etwa 25 Tage lang flugunfähig. Die Mauser des Kleingefieders und der Steuerfedern folgt anschließend.
Die Dunenküken weisen ein sehr variables Gefieder auf. Sie sind aber gewöhnlich an der Oberseite braun und haben auch eine braune Kopfkrone sowie einen braunen Augenfleck. Auf der Körperunterseite sind sie weißlich bis grüngelblich. Einigen Individuen fehlt dieser gelbliche Anstrich. Zum Zeitpunkt des Schlupfes ist der Schnabel grauschwarz mit einem rosa bis cremefarbenen Nagel. Die Füße, Beine und Schwimmhäute sind dunkelgrau. Zu dem Zeitpunkt, zu dem die jungen Kurzschnabelgänse flügge werden, sind nur noch die Schnabelbasis und die Schnabelspitze grauschwarz. Ansonsten ist der Schnabel fleischfarben. Die Füße und die Schwimmhäute sind graurosa. Die Iris ist braun.

## Stimme
Die Kurzschnabelgans ist eine sehr stimmfreudige Gans. Ihre Rufe sind von der Tonhöhe höher als die der Graugans. Sie können mit denen der Blässgans oder der Zwerggans verwechselt werden. Im Flug lassen sie meist ein zwei- bis drei-silbiges ag-ag oder glick glick hören. Kurzschnabelgänse, die sich bedroht fühlen, lassen deutliche Zischlaute hören.

## Verbreitung

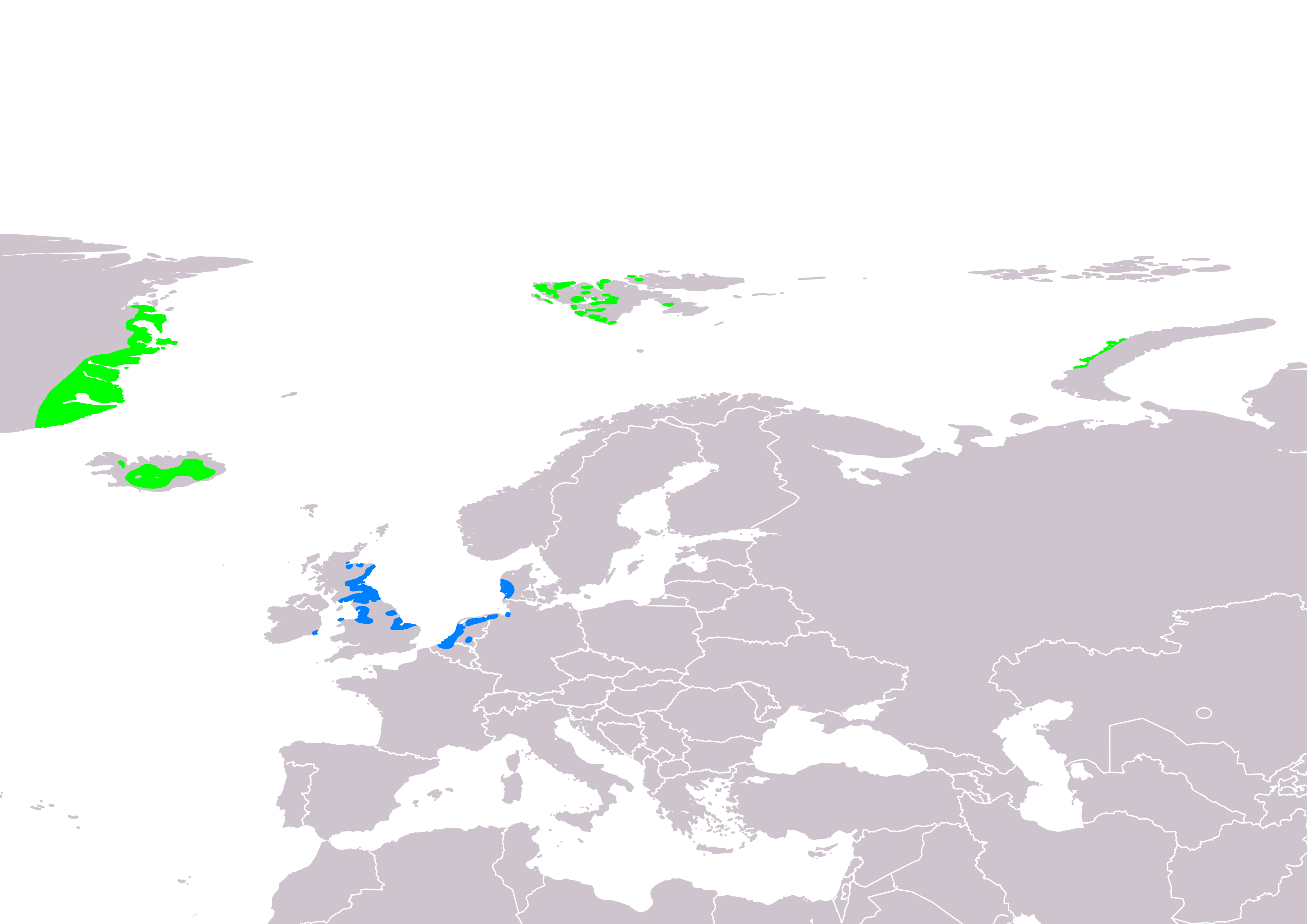
Verbreitungsgebiete der Kurzschnabelgans
(grün = Brutgebiete, blau = Winterquartiere)

Kurzschnabelgänse sind Zugvögel, die sich mitunter anderen Gänsearten beim Zug anschließen. Ihr Winterquartier liegt auf den Britischen Inseln, in Belgien und den Niederlanden, in den Küstengebieten Norddeutschlands und in Dänemark, während ihre Brutgebiete für die in Britannien überwinternden Vögel in Grönland und Island, dort besonders im Entwässerungsgebiet des Hofsjökull (Gletscher), sonst auf Spitzbergen liegen. Im europäischen Binnenland sind sie nur sehr selten anzutreffen.
Irrgäste sind gelegentlich auch in den kanadischen Provinzen Québec und Neufundland zu beobachten.

## Lebensraum

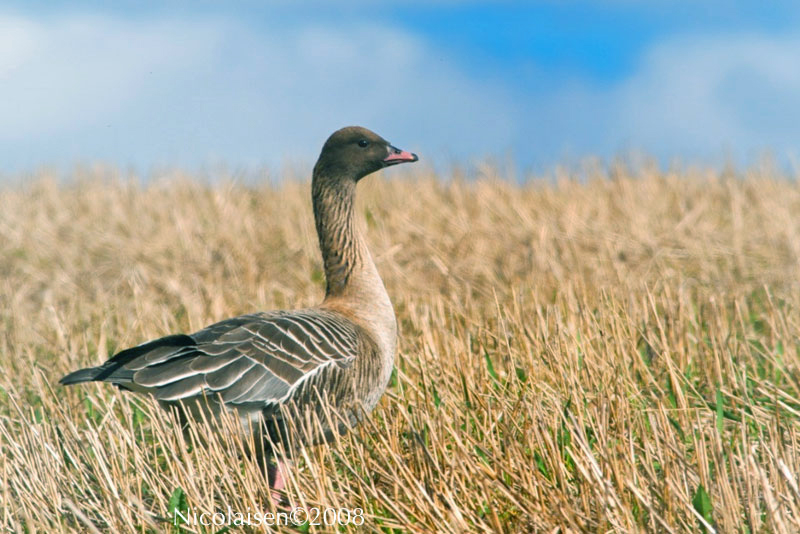
Kurzschnabelgans

Im Winter leben Kurzschnabelgänse mit Vorliebe in Wiesen, Flussauen, aber auch auf Viehweiden. In ihrem sommerlichen Brutgebiet bewohnen sie in großen Kolonien teils über 400 m hoch gelegene vegetationsarme Felsgebiete und durch frühsommerliche Gletscherschmelze entstandene Sümpfe, Moore und Seen, auf Island oft auch erkaltete Lavafelder. Auch Flussinseln dienen ihnen als Schutz vor Beutegreifern wie dem Polarfuchs.

## Ernährung
In ihrem Brutgebiet ernähren sich die Gänse von der im Sommer üppig wachsenden arktischen Pflanzenwelt, insbesondere von Blättern und Knospen von Knöterich, Wiesenschaumkraut, Löwenzahn oder Storchschnabel, im Winter von allen verfügbaren Kräutern und Gräsern, gern auch von den Erzeugnissen der modernen Landwirtschaft. Zu den landwirtschaftlich angebauten Pflanzen, die von Kurzschnabelgänsen gefressen werden, zählen unter anderem Kartoffeln. Diese Nahrungsgewohnheit entwickelte sich im 19. Jahrhundert, als es in einer Reihe von Regionen üblich war, als Nachfolgefrucht von Kartoffeln Weizen anzupflanzen. Weizen zählt zu den traditionellen Nahrungspflanzen von Kurzschnabelgänsen, und die ersten Kartoffeln, die Kurzschnabelgänse als Nahrungsquelle entdeckten, werden solche gewesen sein, die von der vorangegangenen Kartoffelernte liegen geblieben und durch den Frost hart geworden waren. Dadurch waren die Kartoffeln weich und ermöglichten den Gänsen die Nahrungsumstellung. Der erste Bericht, dass Kurzschnabelgänse auch auf Feldern einfielen, auf denen kein Weizen als Folgesaat angebaut wurde, stammt aus Lancashire aus dem Jahre 1890. Heute zählen Kartoffeln zu den wichtigsten Nahrungspflanzen von Kurzschnabelgänsen, die in Großbritannien überwintern.

## Fortpflanzung

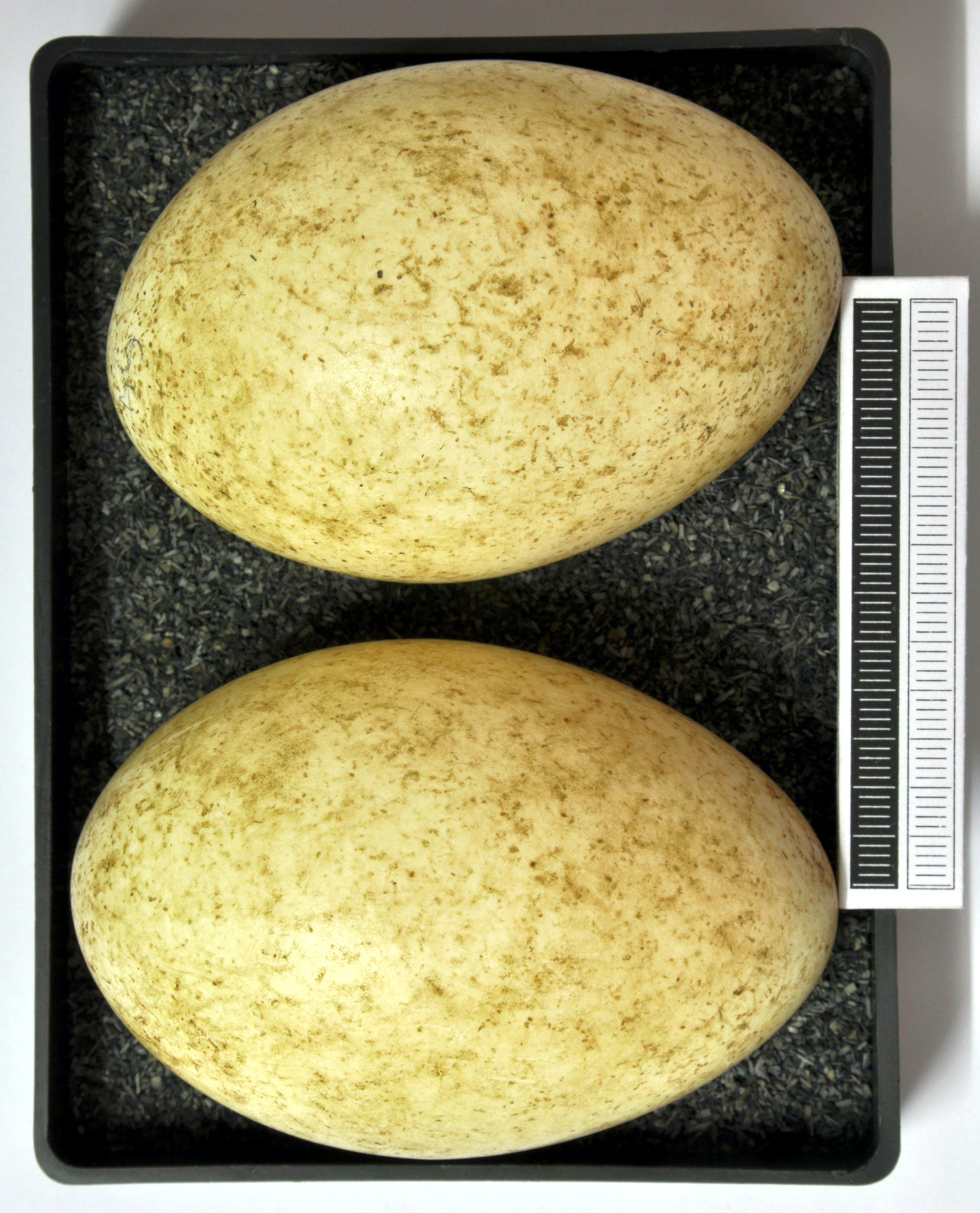
Eier (Sammlung Museum Wiesbaden)

Die Brutzeit der Kurzschnabelgans beginnt etwa Anfang Juni, nachdem die Schwärme Mitte Mai in ihrem Brutgebiet eingetroffen sind und dort zuweilen lockere Kolonien gebildet haben. Das Nest findet sich am Rand von Schluchten, Klippen und Felshängen oder auf Inseln in Flüssen. Nur gelegentlich brüten Kurzschnabelgänse in der offenen Tundra. Es sind grundsätzlich Kolonienbrüter, die dieselben Niststandorte in der Regel mehrfach nutzen.
Das Weibchen legt etwa 3 bis 7 Eier in das hochgelegene und mit weichen Dunenfedern ausgelegte Nest, die von ihm dann für gute dreieinhalb Wochen bebrütet werden. Der Legeabstand beträgt etwa 24 Stunden. Das Männchen beteiligt sich nicht am Brutgeschäft, bewacht aber seine Brut und Partnerin. Die geschlüpften Jungtiere sind Nestflüchter, die nach ungefähr zwei Monaten flügge sind. Wenn im Juli die Altvögel ihre Mauser durchlaufen und flugunfähig sind, bilden sie zusammen mit ihren Artgenossen ausgeprägte Herden. Ab August beginnt der gemeinsame Rückflug in die Überwinterungsgebiete. Gewöhnlich beginnen die Jungtiere in ihrem dritten Lebensjahr selbst mit der Brut und Jungenaufzucht.

## Trivia
Der Asteroid (8433) Brachyrhynchus des mittleren Hauptgürtels ist nach der Kurzschnabelgans benannt (wissenschaftlicher Name Anser brachyrhynchus). Der Bestand der Kurzschnabelgans wird in der Namensbeschreibung der Asteroidenentdecker als in den Niederlanden gefährdet beschrieben. Die Benennung erfolgte am 2. Februar 1999; die Population in den Niederlanden ist seitdem zunehmend.